# Infinity TV
Infinity TV è stata una piattaforma streaming on demand italiana edita da RTI, società controllata dal Gruppo Mediaset.
La piattaforma metteva a disposizione, previo abbonamento mensile, un catalogo di film, cartoni animati, serie e programmi televisivi offerti senza interruzioni pubblicitarie e fruibili da qualsiasi dispositivo abilitato che avesse una connessione a Internet.
Nel 2021 la piattaforma viene inglobata in Mediaset Infinity e i contenuti a pagamento trasferiti su Infinity+.

## Storia
Infinity, lanciato l'11 dicembre 2013, consentiva di vedere film e serie televisive in streaming. Dal luglio 2014 il servizio fu reso disponibile anche tramite Chromecast e inserito nei pacchetti offerti da Mediaset Premium. Nel luglio 2015 grazie ad un accordo con Tiscali, il servizio venne incluso nelle offerte di connettività del provider. Dal 1º settembre 2015 il listino di Infinity venne reso disponibile gratuitamente a tutti gli abbonati al pacchetto Premium Cinema di Mediaset Premium.
Dal 5 marzo 2015 al 12 gennaio 2016 Infinity prevedeva una sezione intitolata "Cinema Live" nella quale venivano trasmessi in diretta streaming i canali Premium Cinema +24, Premium Cinema Emotion, Premium Cinema Energy e Premium Cinema Comedy. Nel dicembre 2015 Infinity lanciò Première, una selezione di pellicole di recentissima distribuzione, disponibili gratuitamente per una settimana per gli abbonati alla piattaforma.
Dal 1º giugno 2018 venne introdotta la sezione "Canali Live", dove erano resi disponibili i canali di cinema e serie fruibili su Mediaset Premium.
Da fine ottobre 2019, solo per il web venne aggiunto nella sezione Canali Live anche lo streaming degli altri canali Mediaset disponibili in chiaro, ad eccezione di Mediaset Extra e dei canali per l'infanzia e musicali.
A novembre 2020 Mediaset lanciò Infinity Selection, canale aggiuntivo di Prime Video che proponeva alcuni contenuti della piattaforma.
L'8 aprile 2021 la piattaforma venne inglobata in Mediaset Infinity e i contenuti a pagamento di Infinity sono stati trasferiti su Infinity+.

## Contenuti parziali

### Produzioni originali
- Bob Torrent (serie TV)
- Mariottide - La sitcom (serie TV)

### Serie televisie
Diverse sono le serie che Infinity ha pubblicato in prima visione per il pubblico italiano.
- Ash vs Evil Dead
- Baby Daddy (st. 2-6)
- Batwoman
- Deadbeat
- Clique
- Helix
- Hemlock Grove
- Hannibal (st. 3)
- Non hai scelta - Il coraggio di una madre
- Powers
- Prisoners of War
- The Big Bang Theory (st. 9-11)
- The Girlfriend Experience
- The Good Place
- The Night Shift
- Orange Is the New Black (st. 3) (4+ in contemporanea con Netflix)
- Weeds (st. 8)
- Young Sheldon
- Splitting Up Together
- Lethal Weapon (st. 3)
- Gotham
- Legacies
- God Friended Me
- All American
- Superstore
- Arrow (st. 6+)
- Supergirl (st. 1, 3+)
- DC's Legends of Tomorrow
- Chicago Med
- Chicago P.D.
- Chicago Fire
- The Flash (st. 4+)
- Suits
- Deception
- Odd Mom Out
- Famous in Love
- Rise
- Gone
- The Detour
- Champions
- Living Biblically
- A.P. Bio
- The Brave
- Murder in the First
- Golden Boy
- Forever
- Stalker

### Film
Diversi sono i film che Infinity ha pubblicato in prima visione assoluta per il pubblico italiano.
- Ange & Gabrielle
- Bus 657
- Fatal Memories – Ricordi Mortali
- Incontro con il male
- Maudie - Una vita a colori
- Pasolini
- Più forte delle parole
- Punisher - Zona di guerra
- Ready Player One
- Sotto Accusa – Bad Blood
- S.W.A.T. - Squadra speciale anticrimine 2
- Spiral - Giochi di potere
- The Bastille Killer - A woman's fight
- Un'estate per diventare grande

### Canali televisivi disponibili
- Premium Cinema 1 HD
- Premium Cinema 2 HD
- Premium Cinema 3
- Premium Crime HD
- Premium Action HD
- Premium Stories

## Loghi

2013-2017
2017-2021